# بول يوهانسون
بول يوهانسون (بالإنجليزية: Paul Johansson)‏ (و. 1964 – م) هو ممثل، ومخرج سينمائي، وكاتب سيناريو، وممثل تلفزيوني، من الولايات المتحدة الأمريكية، ولد في سبوكين.

## التعليم
تعلم في جامعة كولومبيا البريطانية.

## جوائز
حصل على جوائز منها:
- جائزة إيمي داي تايم  [لغات أخرى]‏.

## وصلات خارجية
- بول يوهانسون على موقع IMDb (الإنجليزية)
- بول يوهانسون على موقع ألو سيني (الفرنسية)
- بول يوهانسون على موقع أول موفي (الإنجليزية)
- بول يوهانسون على موقع قاعدة بيانات الأفلام السويدية (السويدية)
- بول يوهانسون على موقع إن إن دي بي (الإنجليزية)
- بول يوهانسون على موقع قاعدة بيانات الفيلم (الإنجليزية)
- بول يوهانسون على موقع كينوبويسك (الروسية)